# 富斯马涅
富斯马涅（法語：Foussemagne，法語發音：[fusmaɲ]），又称富瑟马涅，是法国勃艮第-弗朗什-孔泰大区贝尔福地区省的一个市镇，位于该省东部，属于大贝尔福城市圈公共社区。

## 地理
富斯马涅（47°38'3"N, 7°0'21"E）面积5.1 平方千米，位于法国勃艮第-弗朗什-孔泰大區贝尔福地区省，该省份为法国东北部内陆省份，东临上莱茵省，北起孚日省，西接上索恩省，南与杜省和瑞士接壤。
与富斯马涅接壤的市镇（或旧市镇、城区）包括：方丹、沙瓦讷叙莱唐、旧蒙特勒、屈讷利耶尔、弗赖、珀蒂克鲁瓦。

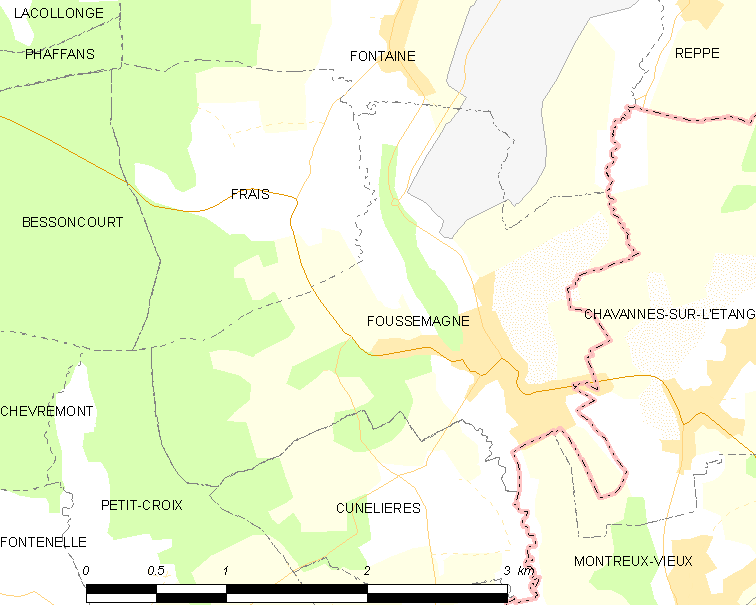
富斯马涅的OSM定位图

富斯马涅的时区为UTC+01:00、UTC+02:00（夏令时）。

## 行政
富斯马涅的邮政编码为90150，INSEE市镇编码为90049。

## 政治
富斯马涅所属的省级选区为格朗维拉尔县。

## 人口

1962-2008年间富斯马涅人口变化图示

富斯马涅于2022年1月1日时的人口数量为885人。